# Kalendárium historických výročí
Kalendárium historických výročí dle dnů představuje jednoduchou možnost výběru konkrétního dne v roce ve Wikipedii, kde je pro každý den samostatná stránka. Tyto stránky uvádí, co se v tomto dni v historii událo, a to v základním členění Česko, svět, narození, úmrtí a jiné. Každá stránka obsahuje i informaci o teplotních rekordech daného dne (minimum, denní průměr a maximum) z pražského Klementina. Wikipedie uvádí popis různých kalendářů a také samostatné stránky historická výročí dle roků, které obsahují oddíly obdobné jako stránky kalendáře dle dnů.

## Denní kalendář
| leden  | leden  | leden  | leden  | leden  | leden  | leden  | únor   | únor   | únor   | únor   | únor   | únor   | únor   | březen   | březen   | březen   | březen   | březen   | březen   | březen   | duben    | duben    | duben    | duben    | duben    | duben    | duben    |
| ------ | ------ | ------ | ------ | ------ | ------ | ------ | ------ | ------ | ------ | ------ | ------ | ------ | ------ | -------- | -------- | -------- | -------- | -------- | -------- | -------- | -------- | -------- | -------- | -------- | -------- | -------- | -------- |
| 1      | 2      | 3      | 4      | 5      | 6      | 7      | 1      | 2      | 3      | 4      | 5      | 6      | 7      | 1        | 2        | 3        | 4        | 5        | 6        | 7        | 1        | 2        | 3        | 4        | 5        | 6        | 7        |
| 8      | 9      | 10     | 11     | 12     | 13     | 14     | 8      | 9      | 10     | 11     | 12     | 13     | 14     | 8        | 9        | 10       | 11       | 12       | 13       | 14       | 8        | 9        | 10       | 11       | 12       | 13       | 14       |
| 15     | 16     | 17     | 18     | 19     | 20     | 21     | 15     | 16     | 17     | 18     | 19     | 20     | 21     | 15       | 16       | 17       | 18       | 19       | 20       | 21       | 15       | 16       | 17       | 18       | 19       | 20       | 21       |
| 22     | 23     | 24     | 25     | 26     | 27     | 28     | 22     | 23     | 24     | 25     | 26     | 27     | 28     | 22       | 23       | 24       | 25       | 26       | 27       | 28       | 22       | 23       | 24       | 25       | 26       | 27       | 28       |
| 29     | 30     | 31     |        |        |        |        | 29     | (30)   |        |        |        |        |        | 29       | 30       | 31       |          |          |          |          | 29       | 30       |          |          |          |          |          |
| květen | květen | květen | květen | květen | květen | květen | červen | červen | červen | červen | červen | červen | červen | červenec | červenec | červenec | červenec | červenec | červenec | červenec | srpen    | srpen    | srpen    | srpen    | srpen    | srpen    | srpen    |
| 1      | 2      | 3      | 4      | 5      | 6      | 7      | 1      | 2      | 3      | 4      | 5      | 6      | 7      | 1        | 2        | 3        | 4        | 5        | 6        | 7        | 1        | 2        | 3        | 4        | 5        | 6        | 7        |
| 8      | 9      | 10     | 11     | 12     | 13     | 14     | 8      | 9      | 10     | 11     | 12     | 13     | 14     | 8        | 9        | 10       | 11       | 12       | 13       | 14       | 8        | 9        | 10       | 11       | 12       | 13       | 14       |
| 15     | 16     | 17     | 18     | 19     | 20     | 21     | 15     | 16     | 17     | 18     | 19     | 20     | 21     | 15       | 16       | 17       | 18       | 19       | 20       | 21       | 15       | 16       | 17       | 18       | 19       | 20       | 21       |
| 22     | 23     | 24     | 25     | 26     | 27     | 28     | 22     | 23     | 24     | 25     | 26     | 27     | 28     | 22       | 23       | 24       | 25       | 26       | 27       | 28       | 22       | 23       | 24       | 25       | 26       | 27       | 28       |
| 29     | 30     | 31     |        |        |        |        | 29     | 30     |        |        |        |        |        | 29       | 30       | 31       |          |          |          |          | 29       | 30       | 31       |          |          |          |          |
| září   | září   | září   | září   | září   | září   | září   | říjen  | říjen  | říjen  | říjen  | říjen  | říjen  | říjen  | listopad | listopad | listopad | listopad | listopad | listopad | listopad | prosinec | prosinec | prosinec | prosinec | prosinec | prosinec | prosinec |
| 1      | 2      | 3      | 4      | 5      | 6      | 7      | 1      | 2      | 3      | 4      | 5      | 6      | 7      | 1        | 2        | 3        | 4        | 5        | 6        | 7        | 1        | 2        | 3        | 4        | 5        | 6        | 7        |
| 8      | 9      | 10     | 11     | 12     | 13     | 14     | 8      | 9      | 10     | 11     | 12     | 13     | 14     | 8        | 9        | 10       | 11       | 12       | 13       | 14       | 8        | 9        | 10       | 11       | 12       | 13       | 14       |
| 15     | 16     | 17     | 18     | 19     | 20     | 21     | 15     | 16     | 17     | 18     | 19     | 20     | 21     | 15       | 16       | 17       | 18       | 19       | 20       | 21       | 15       | 16       | 17       | 18       | 19       | 20       | 21       |
| 22     | 23     | 24     | 25     | 26     | 27     | 28     | 22     | 23     | 24     | 25     | 26     | 27     | 28     | 22       | 23       | 24       | 25       | 26       | 27       | 28       | 22       | 23       | 24       | 25       | 26       | 27       | 28       |
| 29     | 30     |        |        |        |        |        | 29     | 30     | 31     |        |        |        |        | 29       | 30       |          |          |          |          |          | 29       | 30       | 31       |          |          |          |          |